# Przecław
Przecław é um município da Polônia, na voivodia da Subcarpácia, condado de Mielec e sede da comuna de Przecław, na margem esquerda do rio Wisłoka. Um riacho chamado Słowik corre pela cidade, entre as colinas de um castelo e uma igreja paroquial, fluindo para o Wisłoka.
A aproximadamente 2 km a leste da cidade, passa a estrada da voivodia n.º 985 e a linha ferroviária n.º 25 com a parada Przecław Tuszyma. A linha ferroviária está em mau estado de conservação e só opera com frete desde 2009. As distâncias rodoviárias das cidades mais próximas são: 16 km de Mielec e a 20 km de Dębica.
Existe uma paróquia católica da Assunção da Bem-Aventurada Virgem Maria, pertencente ao reitor de Mielec Południe, da diocese de Tarnów.
Przecław estende-se por uma área de 16,04 km², com 1 775 habitantes, segundo os censos de 2019, com uma densidade de 110,6 hab/km². Está localizada na histórica Pequena Polônia, na região de Sandomierz. Uma cidade nobre privada fundada em 1419, estava localizada na segunda metade do século XVI no condado de Pilsen, na voivodia de Sandomierz. Nos anos 1975-1998, a cidade estava localizada na voivodia de Rzeszów.

## Origem do nome
O nome da vila na antiga forma polonesa latinizada Przeczslaw é mencionado por Jan Długosz no livro Liber beneficiorum dioecesis Cracoviensis (1470-1480).

## História
A mais antiga menção conhecida de Przecław vem de 1258. Naquela época, existia uma igreja na vila. A mais antiga menção escrita do assentamento chamado Przedzlaw remonta a 1419.
Nos séculos XV-XVI, Przecław pertencia à família Ligęz. Os próximos proprietários foram Krupków-Przecławscy. Przecław perdeu seus direitos de cidade em 1919. Em 28 de julho de 2009, o Conselho de Ministros decidiu conceder os direitos de cidade a Przawław novamente a partir de 1 de janeiro de 2010.
Em 1910 foi descoberta uma sepultura no parque do castelo, cuja criação é estimada no tempo dos romanos.

## Palácio em Przecław
A data exata da construção da instalação não pôde ser determinada até hoje. Sabe-se que era originalmente de madeira e esteve nas mãos da família Ligęza até 1578. Em seguida, entrou na posse da família Koniecpolski. No lugar da mansão de madeira, Andrzej Koniecpolski ergueu um palácio de pedra, de vários andares e porão, que até hoje serve como corpo do castelo em Przemyśl.
Atualmente, o edifício do palácio abriga um restaurante e um hotel. O objeto também é parcialmente aberto ao público.